# Fritz Strobl
Fritz Strobl (* 24. srpna 1972, Lienz, Rakousko) je bývalý rakouský alpský lyžař.
Na olympijských hrách v Salt Lake City roku 2002 vyhrál závod ve sjezdu. Jeho nejlepším individuálním výsledkem na mistrovství světa bylo druhé místo v super obřím slalomu roku 2007. Na stejném šampionátu bral též týmové zlato. Ve světovém poháru odjel patnáct sezón, vyhrál devět závodů a 31krát stál na stupních vítězů. Ve sjezdu obsadil ve dvou sezónách světového poháru celkové druhé místo (2002, 2006), dvakrát byl třetí (1997, 2001). Dvakrát byl celkově třetí i v super obřím slalomu (2000, 2002). Jeho nejlepším celkovým umístěním za všechny disciplíny bylo páté místo v roce 2002. Závodní kariéru ukončil roku 2007. Svůj poslední závod absolvoval v převleku za hudebníka Mozarta. Původním povolám je policista, uplatnil se i jako zpěvák, vydal několik nahrávek.